# Thạch Sơn, Thạch Hà
Thạch Sơn là một xã thuộc huyện Thạch Hà, tỉnh Hà Tĩnh, Việt Nam.

## Địa lý
Xã Thạch Sơn có diện tích 10,49 km², dân số năm 1999 là 5246 người, mật độ dân số đạt 500 người/km².
Từ xa xưa trên địa bàn xã này có tuyến kênh Nhà Lê nối từ  kinh đô Hoa Lư đến Đèo Ngang đi qua, là tuyến đường thủy đầu tiên trong lịch sử Việt Nam và được coi là tuyến đường Hồ Chí Minh trên sông vì những đóng góp cho các cuộc chiến tranh của người Việt.

## Hành chính
Xã Thạch Sơn được chia thành 8 thôn: Vạn Đọ̣̀ ̣Bản mẫu:̣ thôn Vạn Đò nơi từng có bến đò Sơn Điệm nối xã nhà với xã Thạch Mỵ. Có rú Đòi mẹ, rú đòi con., Tân Hợp, Đình Hàn, Sơn Hà, Tri Khê, Sơn Tiến, Sông Tiến, Sông Hải.